# Đinh Sửu
Đinh Sửu (chữ Hán: 丁丑) là kết hợp thứ 14 trong hệ thống đánh số Can Chi của người Á Đông. Nó được kết hợp từ thiên can Đinh (Hỏa âm) và địa chi Sửu (bò/trâu). Trong chu kỳ của lịch Trung Quốc, nó xuất hiện trước Mậu Dần và sau Bính Tý.

## Các năm Đinh Sửu
Giữa năm 1700 và 2200, những năm sau đây là năm Đinh Sửu (lưu ý ngày được đưa ra được tính theo lịch Việt Nam, chưa được sử dụng trước năm 1967):
- 1517
- 1577
- 1637
- 1697
- 1757
- 1817
- 1877
- 1937 (11 tháng 2, 1937 — 30 tháng 1, 1938)
- 1997 (7 tháng 2, 1997 — 27 tháng 1, 1998)
- 2057 (4 tháng 2, 2057 — 23 tháng 1, 2058)
- 2117
- 2177

## Sự kiện năm Đinh Sửu
Ngày 1/7/1997, người Anh đã chính thức trao trả Hong Kong lại cho Trung Quốc, chấm dứt 156 năm cai trị của Vương quốc Anh với thành phố được mệnh danh là "con hổ châu Á".